# Albert Nijenhuis
Albert Nijenhuis (Eindhoven, 21 de novembro de 1926 – 13 de fevereiro de 2015) foi um matemático neerlandês.

## Publicações selecionadas
- Nijenhuis, Albert; Wilf, Herbert S (1975). Combinatorial Algorithms. [S.l.]: Academic Press. ISBN 0-12-519250-9 [2]
- Nijenhuis, Albert; Wilf, Herbert S (1978). Combinatorial Algorithms for Computers and Calculators. [S.l.]: Academic Press. ISBN 0-12-519260-6